# Élection gouvernorale de 2022 dans le Vermont
L'élection gouvernorale de 2022 dans le Vermont a lieu le 8 novembre 2022 afin d'élire le gouverneur de l'État américain du Vermont.
Le gouverneur sortant républicain Phil Scott est réélu avec 71 % des voix.

## Contexte
Le gouverneur sortant républicain, Phil Scott a été élu en 2016, réélu en 2018 puis en 2020 et se représente pour un quatrième mandat.

## Système électoral
Le gouverneur du Vermont est élu pour un mandat de deux ans au scrutin uninominal majoritaire à un tour.

## Primaire républicaine

### Candidats
- Stephen Bellows
- Peter Duval
- Phil Scott, gouverneur sortant

### Résultats
| Candidat | Candidat            | Voix   | %     |  |
| -------- | ------------------- | ------ | ----- |  |
|          | Phil Scott          | 20 319 | 68,56 |  |
|          | Stephen Bellows     | 5 402  | 18,22 |  |
|          | Peter Duval         | 3 627  | 12,24 |  |
|          | Candidats par écrit | 290    | 0,98  |  |
|          |                     |        |       |  |
| Total    | Total               | 29 638 | 100   |  |

## Primaire démocrate

### Candidats
- Brenda Siegel, dirigeante associative

### Résultats
| Candidat | Candidat            | Voix   | %     |  |
| -------- | ------------------- | ------ | ----- |  |
|          | Brenda Siegel       | 56 287 | 85,92 |  |
|          | Candidats par écrit | 9 227  | 14,08 |  |
|          |                     |        |       |  |
| Total    | Total               | 65 514 | 100   |  |

## Autres partis et candidats
- Peter Duval (Indépendant)
- Kevin Hoyt (Indépendant)
- Bernard Peters (Indépendant)

## Résultats
| Candidat                 | Candidat                 | Parti                    | Voix    | %     |
| ------------------------ | ------------------------ | ------------------------ | ------- | ----- |
|                          | Phil Scott               | Républicain              | 202 147 | 70,91 |
|                          | Brenda Siegel            | Démocrate                | 62 248  | 23,94 |
|                          | Kevin Hoyt               | Indépendant              | 6 022   | 2,06  |
|                          | Peter Duval              | Indépendant              | 4 723   | 1,62  |
|                          | Bernard Peters           | Indépendant              | 2 315   | 0,79  |
|                          | Candidats par écrit      | Candidats par écrit      | 1 346   | 0,46  |
|                          |                          |                          |         |       |
| Votes valides            | Votes valides            | Votes valides            | 284 801 | 97,55 |
| Votes blancs et nuls     | Votes blancs et nuls     | Votes blancs et nuls     | 7 154   | 2,45  |
| Total                    | Total                    | Total                    | 291 955 | 100   |
| Abstention               | Abstention               | Abstention               | 214 711 | 42,38 |
| Inscrits / participation | Inscrits / participation | Inscrits / participation | 506 666 | 57,62 |